# Cementerio de la Almudena
Il cimitero di Nostra Signora dell'Almudena è il più grande cimitero di Madrid (Spagna). Dal 1920 in poi le persone sepolte (stimate in oltre cinque milioni) hanno superato gli abitanti di Madrid. Tra i sepolti più noti vi sono:
- Niceto Alcalá-Zamora (1877-1949), presidente della Spagna Repubblicana
- Vicente Aleixandre (1898-1984), poeta, Nobel per la letteratura
- Dámaso Alonso (1898-1990), scrittore
- Luis Barbero (1916–2005), attore
- José Bódalo (1916-1985), attore
- Julia Caba Alba (1902-1988), attrice
- José María Caffarel (1919-1999), attore
- Estrellita Castro (1914-1983), cantante, attrice
- Alfredo Di Stéfano (1926-2014), calciatore
- Antonio Flores (1961-1995), musicista rock
- Lola Flores (1923-1995), cantante, ballerina e attrice
- Antonio Garisa (1916-1989), attore
- Irene Gutiérrez Caba (1929-1995), attrice
- Vicente Iranzo Enguita (1889-1961), politico e ministro
- Alfredo Mayo (1911-1985), attore
- Antonio Molina (1928-1992), attore
- Juan Carlos Onetti (1909-1994), autore uruguaiano
- Luis Peña (1918-1977), attore
- Ángel Picazo (1917-1998), attore
- Emiliano Piedra (1931-1991), produttore film
- Mari Carmen Prendes (1906-2002), attrice
- Mercedes Prendes (1908-1981), attrice
- Santiago Ramón y Cajal (1852-1934), scienziato (istologo), premio Nobel per la medicina
- Aurora Redondo (1900-1996), attrice
- Fernando Rey (1917-1994), attore hollywoodiano
- Cecilia Sobredo (1948-1976), cantante
- Enrique Urquijo (1960-1999), cantante
- Frank Yerby (1916-1991), scrittore afro-americano.